# I Am the Club Rocker
I Am the Club Rocker ist das zweite Studioalbum der rumänischen Dance-Sängerin Inna.

## Veröffentlichung
Die erste Single Sun Is Up, die bereits Ende Februar 2011 erschien, erreichte in den deutschen Singlecharts am 13. Mai 2011 Platz 26 und damit die beste Chartplatzierung eines INNA-Songs in Deutschland. Die zweite Single Club Rocker, eine Kollaboration mit dem amerikanischen Rapper Flo Rida, erreichte am 3. Februar 2012 Platz 55.
Das Album selbst wurde in Deutschland bereits am 16. September 2011 veröffentlicht. Eine Doppel-CD-Version von I Am The Club Rocker erschien am 2. Dezember 2011 und enthält neben den 13 neuen Titeln und einigen Remixen auch alle Lieder des ersten Albums Hot.

## Stil
In den Songs wird Englisch und/oder Spanisch gesungen. Alle Songs wurden vom rumänischen Produzenten-Trio Play & Win geschrieben und produziert. Musikalisch wird das Album den Genres Eurodance und Dance-Pop zugerechnet, wobei auch House-Elemente und akustische Gitarren zum Einsatz kommen.

## Rezeption
Während die ausgekoppelten Singles sich gut verkauften und Chartplatzierungen erreichte, erhielt das Album selbst von der Kritik überwiegend schlechte Bewertungen. So hieß es im Onlinemagazin Laut.de: „Das Schema ist nahezu bei allen Songs identisch: Galoppierende Offbeat-Keyboards treffen sich zunächst mit innovationslosen Allerwelt-Beats, ehe sich Innas dünnes Stimmorgan die nächsten drei oder vier Minuten auf nahezu ein und derselben Tonlage bewegt und sich dabei die Reime aus einem Dictionary für Sechstklässler zusammenschustert“. Ebenso kritisierte auch das die Nachrichtenagentur teleschau, die Lieder der Sängerin klängen „alle gleich“ und bewertete das Album als „enttäuschend“. Der Radiosender BB Radio fand es hingegen erstaunlich, wie „harmonisch und kompatibel“ die alten und neuen Songs zusammenpassen, lobte den „unglaublich tanzbaren und fröhlichen Diskosound“ und fand, Inna sei ihrem Stil treu geblieben. Übergreifendes Lob gab es vor allem für den Song „Endless“, der sich den Kritikern zufolge musikalisch und gesanglich positiv von den anderen Songs abhebe.

## Titelliste
1. Un Momento (feat. Juan Magán)
2. Club Rocker (feat. Flo Rida)
3. House Is Going On
4. Endless
5. Sun Is Up
6. W.O.W
7. Senorita
8. We’re Going in the Club
9. July
10. No Limit
11. Put Your Hands Up
12. Moon Girl
13. Club Rocker (Play & Win Remix)